# Port lotniczy Saint-Pierre
Port lotniczy Saint-Pierre – port lotniczy zlokalizowany w Saint-Pierre, stolicy Francuskiej zbiorowości zamorskiej - Saint Pierre i Miquelon

## Linie lotnicze i połączenia
| Linia Lotnicza      | Kierunek |
| ------------------- | --- |
| Air Saint-Pierre    | 1. Halifax 2. Miquelon 3. Montreal-Trudeau 4. St. John’s Sezonowo: 1. Îles-de-la-Madeleine 2. Paryż-Charles de Gaulle Czartery: 1. Stephenville |
| ASL Airlines France | Sezonowo: 1. Paryż-Charles de Gaulle |